# Forcipomyia lesliei
Forcipomyia lesliei är en tvåvingeart som beskrevs av Wirth 1974. Forcipomyia lesliei ingår i släktet Forcipomyia och familjen svidknott.
Artens utbredningsområde är Puerto Rico. Inga underarter finns listade i Catalogue of Life.